# 白坂佑太
白坂佑太（しらさか ゆうた、2002年11月29日 - ）は、ラグビー選手。ジャパンラグビーリーグワンの三重ホンダヒートに所属している。

## 経歴
2017年、全国ジュニア・ラグビーフットボール大会に愛知県スクール代表で出場。
2018年、中部大学春日丘高等学校に進学。2019年、KOBELCO CUP（全国高等学校合同チームラグビーフットボール大会）にU17東海代表で出場。
2024年、防衛大学校ラグビー部の主将を務める。2025年卒業。
2025年7月、ジャパンラグビーリーグワンの三重ホンダヒートに加入した。